# 加卡尔人
加卡尔人是主要发现于巴基斯坦旁遮普省北部波特瓦尔高原的一个部族。1990年代，加卡尔人被报道主要位于哈扎拉县以及旁遮普地区的北部县份，如拉瓦尔品第县。也有印度加卡尔人的记录，如历史上在旁遮普曾在巴布尔时期被一位加卡尔人统治。
加卡尔人为争夺盐岭的主权进行了长期的战斗。加哈尔人还以建造堡垒以及要塞城市的技巧而闻名，如拉瓦特要塞。

## 延伸阅读
- Gakkhar, A. S Bazmee Ansari, in Encyclopedia of Islam, 2nd ed.,Edited by J.H.Kramers et al., E.J Brill, Leiden, pp. 972–74.